# G8-Gipfel in Gleneagles 2005
Der 31. G8-Gipfel fand vom 6. Juli bis zum 8. Juli 2005 im Gleneagles Hotel in Auchterarder, Perth and Kinross, in Schottland statt. Gastgeber war der britische Premierminister Tony Blair. Der Gipfel wurde von den Anschlägen auf die Londoner U-Bahn am 7. Juli 2005, dem zweiten Tag der Konferenz, überschattet.

## Teilnehmer

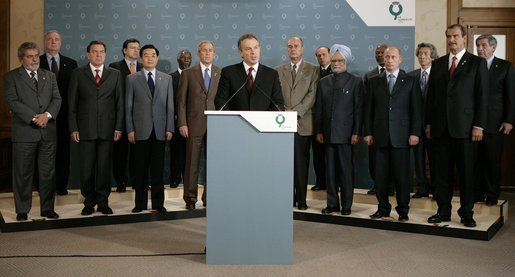
Pressekonferenz aller Teilnehmer zum Anschlag in London

### Sämtliche Regierungschefs der G8-Mitgliedsstaaten sowie weitere eingeladene Repräsentanten der Europäischen Union
| Deutschland                    | Gerhard Schröder    |
| Frankreich                     | Jacques Chirac      |
| Italien                        | Silvio Berlusconi   |
| Japan                          | Junichiro Koizumi   |
| Kanada                         | Paul Martin         |
| Vereinigte Staaten von Amerika | George W. Bush      |
| Vereinigtes Königreich         | Tony Blair          |
| Russische Föderation           | Wladimir Putin      |
| Europäische Kommission         | José Manuel Barroso |

### Eingeladene Repräsentanten (teilweise Teilnahme)
| Algerien                      | Abd al-Aziz Bouteflika      |
| Brasilien                     | Luiz Inácio Lula da Silva   |
| VR China                      | Hu Jintao                   |
| Äthiopien                     | Meles Zenawi                |
| Ghana                         | John Agyekum Kufuor         |
| Indien                        | Manmohan Singh              |
| Mexiko                        | Vicente Fox                 |
| Nigeria                       | Olusegun Obasanjo           |
| Senegal                       | Abdoulaye Wade              |
| Südafrika                     | Thabo Mbeki                 |
| Tansania                      | Benjamin Mpkapa             |
| Afrikanische Union            | Alpha Oumar Konaré          |
| Internationale Energiebehörde | Claude Mandil               |
| Internationaler Währungsfonds | Rodrigo Rato                |
| Welthandelsorganisation       | Generaldirektor Pascal Lamy |
| Weltbank                      | Paul Wolfowitz              |

## Themen
Traditionsgemäß setzt der Gastgeber des G8-Gipfels die Verhandlungsagenda fest. Dies erfolgt üblicherweise bereits in den Wochen vor dem Gipfel auf Ebene der Ministerialbeamten. Dies führt dann am Ende zur Erstellung einer Gemeinsamen Abschlusserklärung, welche von den Teilnehmerstaaten unterzeichnet werden kann. Für 2005 fokussierte sich der britische Gastgeber auf die Themen der globalen Klimaveränderung sowie den Rückstand in der wirtschaftlichen Entwicklung Afrikas. Weitere Themen waren der Kampf gegen den internationalen Terrorismus, die Nichtverbreitung von Atomwaffen sowie die Reformen des Nahen Ostens.

### Afrika und Naher Osten sowie internationaler Schuldenerlass
In Bezug auf das zentrale Thema Entwicklung von Afrika ging es darum, einen möglichst umfangreichen Schuldenerlass sowie zusätzliche Hilfsleistungen für Afrika zu vereinbaren. Der britische Premier Blair hatte sich im Vorfeld für ein umfangreiches Hilfsprogramm für die Dritte Welt ausgesprochen. Die Staats- und Regierungschefs der G8-Staaten verabredeten zusätzliche Entwicklungshilfen von jährlich 50 Milliarden Dollar bis 2010. Zugleich wurden Hilfen wie der zuvor beschlossene Schuldenerlass in Höhe von 40 Milliarden Dollar für die 18 ärmsten Nationen bestätigt. Die 18 begünstigten Staaten waren Äthiopien, Benin, Bolivien, Burkina Faso, Ghana, Guyana, Honduras, Madagaskar, Mali, Mauretanien, Mosambik, Nicaragua, Niger, Ruanda, Sambia, Senegal, Tansania und Uganda. Darüber hinaus betonten die G8-Staaten, man wolle einen faireren Welthandel gewährleisten. Die Empfängernationen erklärten sich als Gegenleistung bereit, die demokratische Entwicklung in ihren Staaten zu fördern.
Diskutiert wurde auch ein Hilfspaket von bis zu drei Milliarden Dollar für die Palästinensischen Autonomiegebiete. Die G8-Nationen bestätigten die Zahlungen für die kommenden Jahren, um den Friedensprozess im Nahen Osten zu fördern.

### Klimawandel
In Bezug auf das zentrale Thema Klimawandel ging es einerseits darum, die Folgen der globalen Erwärmung international verstärkt zu erforschen. Ferner wollte Tony Blair Maßnahmen vereinbaren, die weit über das Kyoto-Protokoll hinausgingen, indem er versuchte Schlüssel-Entwicklungsländer, welche bislang noch nicht dem Protokoll beigetreten sind, zu überzeugen, ihre Treibhausgase zu reduzieren, mit der Zusage zum Transfer von Umwelttechnologie.
US-Präsident Bush bekräftige seine Ablehnung des Kyoto-Protokolls zur Verringerung von Treibhausgasen, während die übrigen Staats- und Regierungschefs der unterzeichnenden Staaten Deutschland, Großbritannien, Russland, Japan, Frankreich, Kanada und Italien das Protokoll und dessen Ziel, den Ausstoß von Treibhausgasen bis 2012 auf den Wert vom Jahr 1990 zu reduzieren, befürworteten. Zu diesem Gipfelthema waren auch die Regierungschefs aus Indien, der Volksrepublik China, Mexiko, Brasilien und Südafrika eingeladen. Die G8-Staaten erklärten ihre Bereitschaft, diesen Nationen künftig bei ihrem Umstieg auf erneuerbare Energien und moderne Technologie zu unterstützen, auch durch günstige Kredite der Weltbank.
Die Thematik wird im Gleneagles-Dialog fortgeführt.

### Terrorismus
Aufgrund des Terroranschlags vom 7. Juli wurde jedoch die Aufmerksamkeit des Gipfels verstärkt auf die Bekämpfung des Terrorismus gelenkt, so dass wichtige andere Themen ungelöst blieben.
Der britische Premierminister Blair verließ den Gipfel kurzfristig, um an einem Treffen des britischen Sicherheitskabinetts in London teilzunehmen. Während seiner Abwesenheit wurde er vom britischen Außenminister Jack Straw vertreten. Die Staats- und Regierungschefs der G8-Staaten bekräftigen ihre Entschlossenheit, den Gipfel wie geplant fortzusetzen und dem Terrorismus gegenüber nicht nachzugeben.

## Proteste

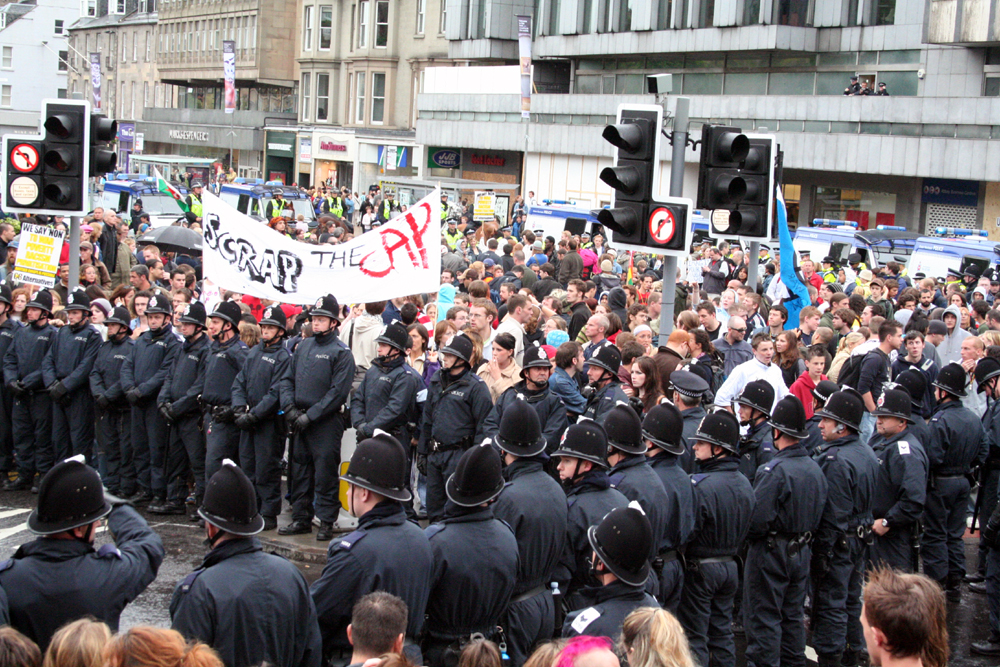
Globalisierungskritiker auf einer Demonstration in Edinburgh

Der Gipfel wurde begleitet von Demonstrationen sogenannter Globalisierungskritiker.